# Marouan Razine
Pour les articles homonymes, voir Razine.
Marouan Razine (né le 9 avril 1991 à Tétouan) est un athlète italien d'origine marocaine, spécialiste de fond et de cross.
Son record personnel sur 5 000 m est de 13 min 28 s 07, obtenu à Oordegem (BEL)	le 27 mai 2017. Son précédent record était de 1/100e supérieur obtenu en 2013 dans la même ville. Il remporte la médaille de bronze par équipes lors des Championnats d'Europe de cross-country 2014.
Il remporte trois titres de champion d'Italie dont le dernier en 2018. 